# Coulanges-la-Vineuse
Coulanges-la-Vineuse is een gemeente in het Franse departement Yonne (regio Bourgogne-Franche-Comté) en telt 916 inwoners (1999). De plaats maakt deel uit van het arrondissement Auxerre.

## Geografie
De oppervlakte van Coulanges-la-Vineuse bedraagt 10,6 km², de bevolkingsdichtheid is 86,4 inwoners per km².
De onderstaande kaart toont de ligging van Coulanges-la-Vineuse met de belangrijkste infrastructuur en aangrenzende gemeenten.

## Demografie
Onderstaande figuur toont het verloop van het inwonertal (bron: INSEE-tellingen).